# Palazzo degli Angeli
Il palazzo degli Angeli, o palazzo della Società Cattolica d'Assicurazione, è un edificio civile del centro storico di Firenze, situato in via Calimala 2, con affacci anche su via Porta Rossa, via de' Lamberti e via dell'Arte della Lana. Il nome un po' enfatico del palazzo è stato dato dai proprietari in tempi recenti, dopo la ristrutturazione del 2015, in riferimenti ai putti e angioletti che sono rappresentati nelle pitture decorative esterne.

## Storia
Fu costruito in una zona dove erano state erette le antiche case delle famiglie Cavalcanti (tra cui una loggia su Porta Rossa) e Borromei. Questa zona, compreso il palazzo, è stata oggetto di due eventi importanti: il primo l'allargamento di via de’ Calzaiuoli nel tratto compreso tra Orsanmichele ed il Duomo su progetto dell'ing. F. Chiesi, realizzato tra il 1841 e il 1844; il secondo nel marzo del 1881, quando il Comune il Firenze è stato sollecitato dall'opinione pubblica in merito alle condizioni igienico sanitario dell'area del ghetto che costituiva l'area del Mercato Vecchio. La ricostruzione del centro durò circa sette anni e iniziò dalla centrale piazza del Mercato Vecchio, dove doveva essere posizionata la statua del Re Vittorio Emanuele. 
L'innesto dei nuovi fabbricati, rigidi e regolari, costruiti intorno all'attuale piazza della Repubblica, col tempo è risultata una forzatura rispetto al contesto urbano circostante, nato spontaneamente nei secoli passati. Palazzo degli Angeli, tra questi edifici, è stato eretto su progetto dell'architetto Giuseppe Boccini nel 1892.
Qui abitò, nei primi decenni del Novecento, Aldo Palazzeschi con la sua famiglia ed è in questo palazzo che il giovane poeta, nel 1913, riconciliò gli scrittori fiorentini e i futuristi milanesi dopo l'esposizione organizzata da "Lacerba" in via Cavour 48; presenti nel salotto di casa Filippo Tommaso Marinetti, Umberto Boccioni, Carlo Carrà, Ardengo Soffici e Giovanni Papini. 
Nel 1921 il palazzo è stato comprato dalla Società Cattolica d'Assicurazione e nel 2015 da un gruppo immobiliare privato.

## Descrizione

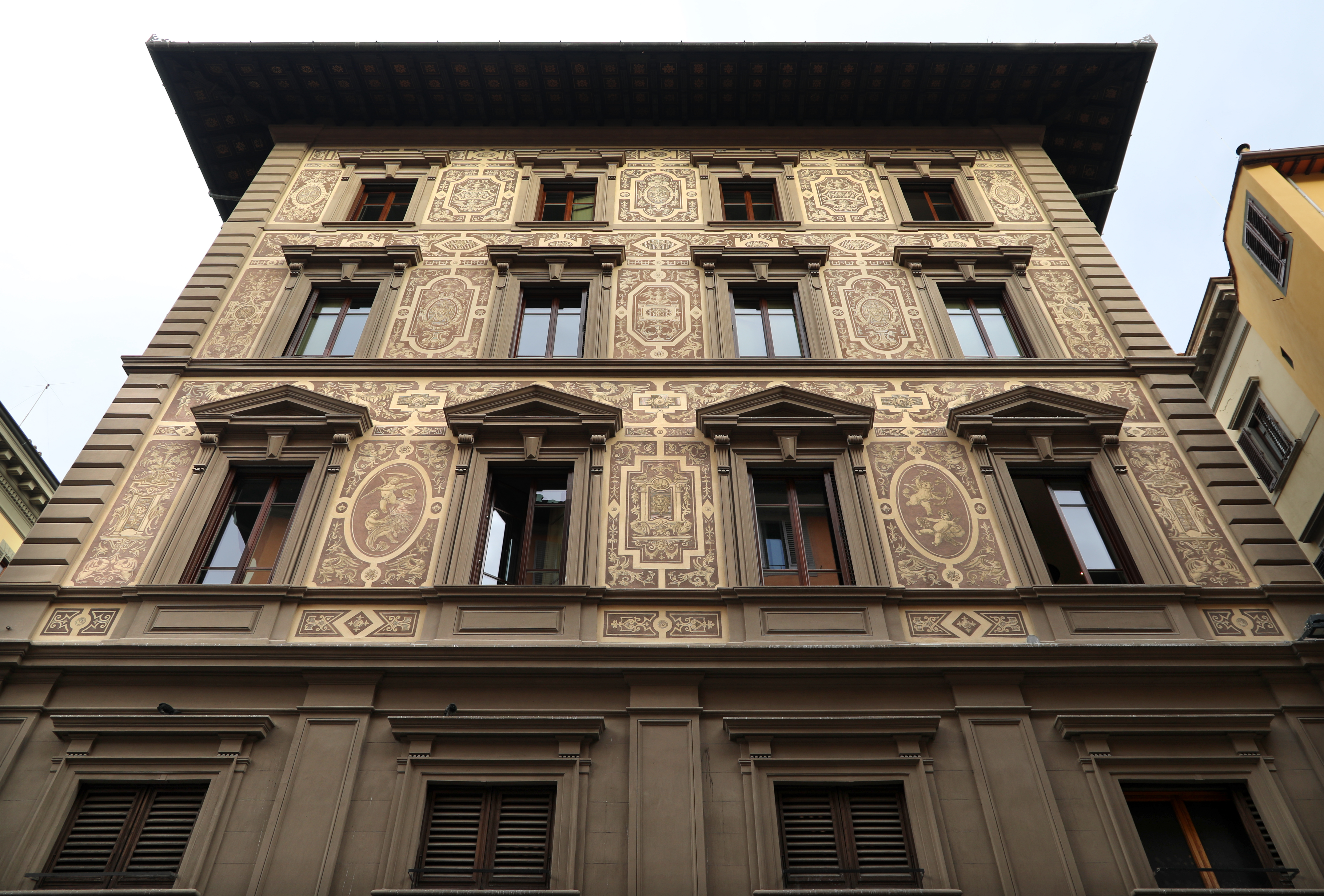
Decorazioni su via Porta Rossa

L'edificio, di planimetria rettangolare, affaccia su via Calimala, dove si trova l'ingresso principale, con sette assi per cinque piani fuori terra. Le prime tre facce del palazzo sono decorate nella parte superiore con motivi realizzati con la tecnica del sgraffito, mentre la quarta facciata è decorata con la medesima tecnica ma con motivi più semplici. L'edificio si distingue dalle contemporanee architetture neocinquecentesche (si noti il bugnato angolare, l'alternanza di mensole e timpani triangolari e curvi nelle cornici delle finestre) grazie all'intervento pittorico a monocromo sulle quattro facciate del palazzo. Le finestre sono caratterizzate dalle persiane alla “fiorentina”, scorrevoli a scomparsa. L'interno dell'edificio, a differenza degli esterni, ha subito notevoli modifiche rispetto alle caratteristiche originali, non per quanto riguarda la struttura, bensì nelle pavimentazioni e nei soffitti, in gran parte sostituiti; ma sono il quinto e il sesto piano ad aver subito i più importanti interventi. 
Palazzo degli Angeli non riflette, architettonicamente, l'intento di riproporre i modelli rinascimentali e anche nei graffiti, pur citando sfingi, grifi e mascheroni di eco manierista, esprime una sensibilità chiaramente tardo ottocentesca, particolarmente evidente nelle coppie di genietti alati intenti a suonare vari strumenti musicali, proprie del gusto del tempo. Notevole, inoltre, la qualità esecutiva del disegno, che sembra riportare su grande scala le finezze proprie di una incisioni a bulino.